# Карибский, Валентин Владимирович
Валентин Владимирович Карибский (5 [18] апреля 1911 — 7 ноября 1989) — советский государственный и хозяйственный деятель, Инженер-энергетик, кандидат технических наук, профессор. Лауреат Ленинской и Сталинской премий.

## Биография
Родился в 1911 году. Член КПСС с 1940 года.
С 1936 года — на хозяйственной работе.
В 1936—1982 гг. :
- работник, инженер треста «Теплоконтроль»,
- начальник отдела Государственного комитета Совета Министров СССР по новой технике,
- начальник Управления Государственного комитета Совета Министров СССР по автоматизации и машиностроению,
- заместитель председателя Государственного комитета по приборостроению при Госплане СССР,
- заместитель министра приборостроения, средств автоматизации и систем управления СССР. Президент международной конфедерации по измерительной технике.

Умер в 1989 году.